# Вердженнес (Вермонт)
Вердженнес (англ. Vergennes) — місто (англ. city) в США, в окрузі Еддісон штату Вермонт. Населення — 2553 особи (2020).

## Географія
Вердженнес розташований за координатами 44°10′4″ пн. ш. 73°15′19″ зх. д. / 44.16778° пн. ш. 73.25528° зх. д. (44.167660, -73.255316).  За даними Бюро перепису населення США в 2010 році місто мало площу 6,50 км², з яких 6,29 км² — суходіл та 0,20 км² — водойми.

## Демографія
Згідно з переписом 2010 року, у місті мешкало 2588 осіб у 994 домогосподарствах у складі 617 родин. Густота населення становила 398 осіб/км².  Було 1072 помешкання (165/км²).
Расовий склад населення:
| - 92,8 % — білих - 3,0 % — чорних або афроамериканців - 0,9 % — азіатів - 0,3 % — корінних американців |

До двох чи більше рас належало 2,3 %. Частка іспаномовних становила 2,6 % від усіх жителів.
За віковим діапазоном населення розподілялося таким чином: 22,5 % — особи молодші 18 років, 65,1 % — особи у віці 18—64 років, 12,4 % — особи у віці 65 років та старші. Медіана віку мешканця становила 36,9 року. На 100 осіб жіночої статі у місті припадало 95,6 чоловіків;  на 100 жінок у віці від 18 років та старших — 90,7 чоловіків також старших 18 років.
Середній дохід на одне домашнє господарство  становив 54 650 доларів США (медіана — 49 009), а середній дохід на одну сім'ю — 58 583 долари (медіана — 54 297). За межею бідності перебувало 11,6 % осіб, у тому числі 6,5 % дітей у віці до 18 років та 14,4 % осіб у віці 65 років та старших.
Цивільне працевлаштоване населення становило 1424 особи. Основні галузі зайнятості: освіта, охорона здоров'я та соціальна допомога — 29,3 %, виробництво — 10,8 %, науковці, спеціалісти, менеджери — 10,6 %.